# Sean Mackinnon
Pour les articles homonymes, voir Mackinnon.
Sean Mackinnon, né le 24 novembre 1995 à Saint Catharines, est un coureur cycliste canadien. Il est spécialiste des épreuves de poursuite sur piste.

## Palmarès sur route

### Par année
- 2015
  -  Médaillé de bronze du championnat panaméricain du contre-la-montre

### Classements mondiaux
| Année           | 2016   | 2017 |
| --------------- | ------ | ---- |
| UCI Europe Tour | 1 662e |      |
| UCI Asia Tour   | 544e   | 597e |

## Palmarès sur piste

### Championnats panaméricains
- Santiago 2015
  -  Médaillé d'argent de la poursuite
  -  Médaillé d'argent de la course aux points

### Jeux panaméricains
- Toronto 2015
  -  Médaillé de bronze de la poursuite par équipes

### Championnats nationaux
- 2014
  -  Champion du Canada de poursuite par équipes (avec Aidan Caves, Ed Veal et Rémi Pelletier-Roy)
  - 3e du championnat du Canada de l'omnium
- 2015
  -  Champion du Canada de poursuite par équipes (avec Aidan Caves, Ed Veal et Ryan Roth)